# Kropf

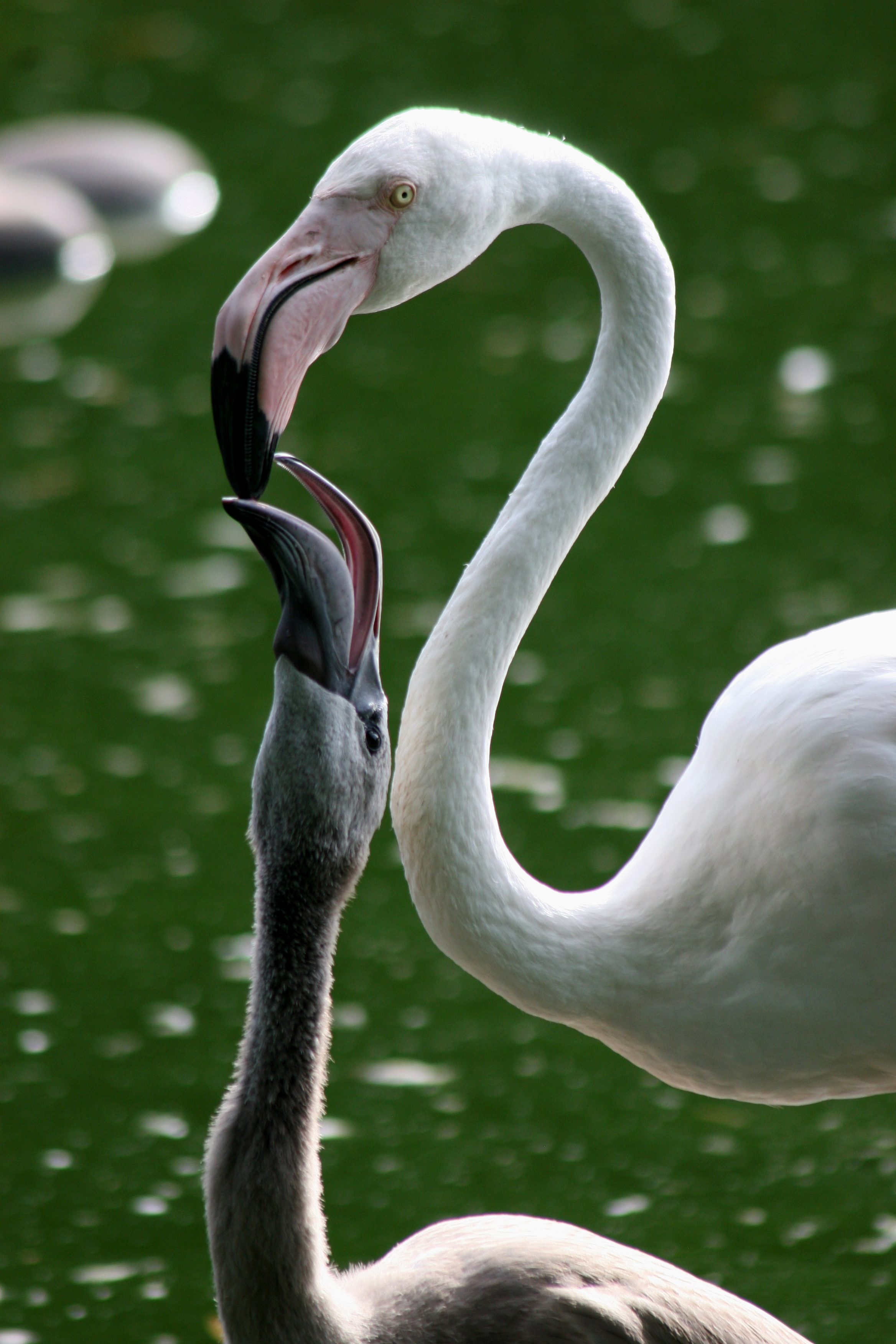
Fütterung mit Kropfmilch

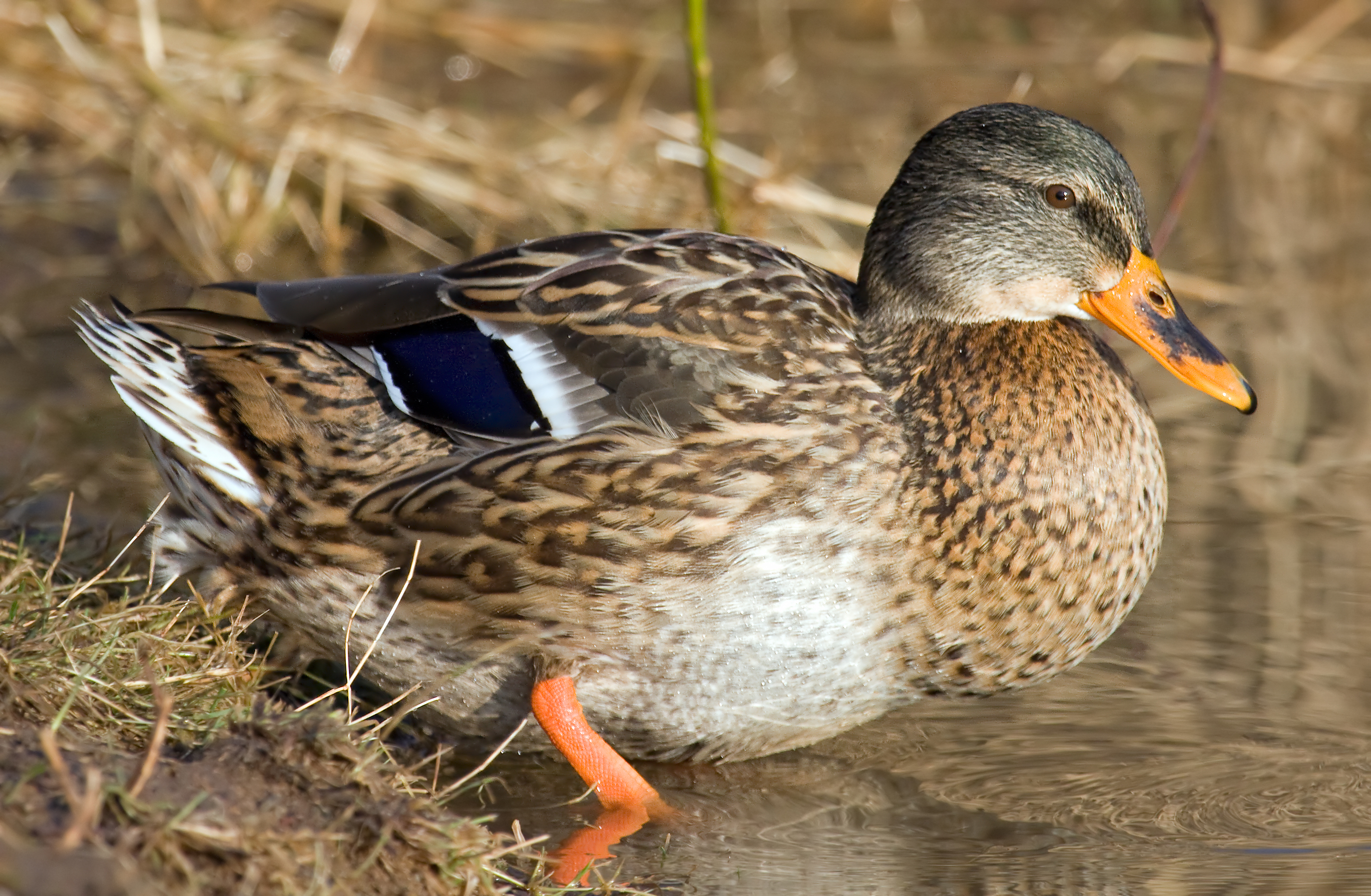
Weibliche Stockente mit gefülltem Kropf

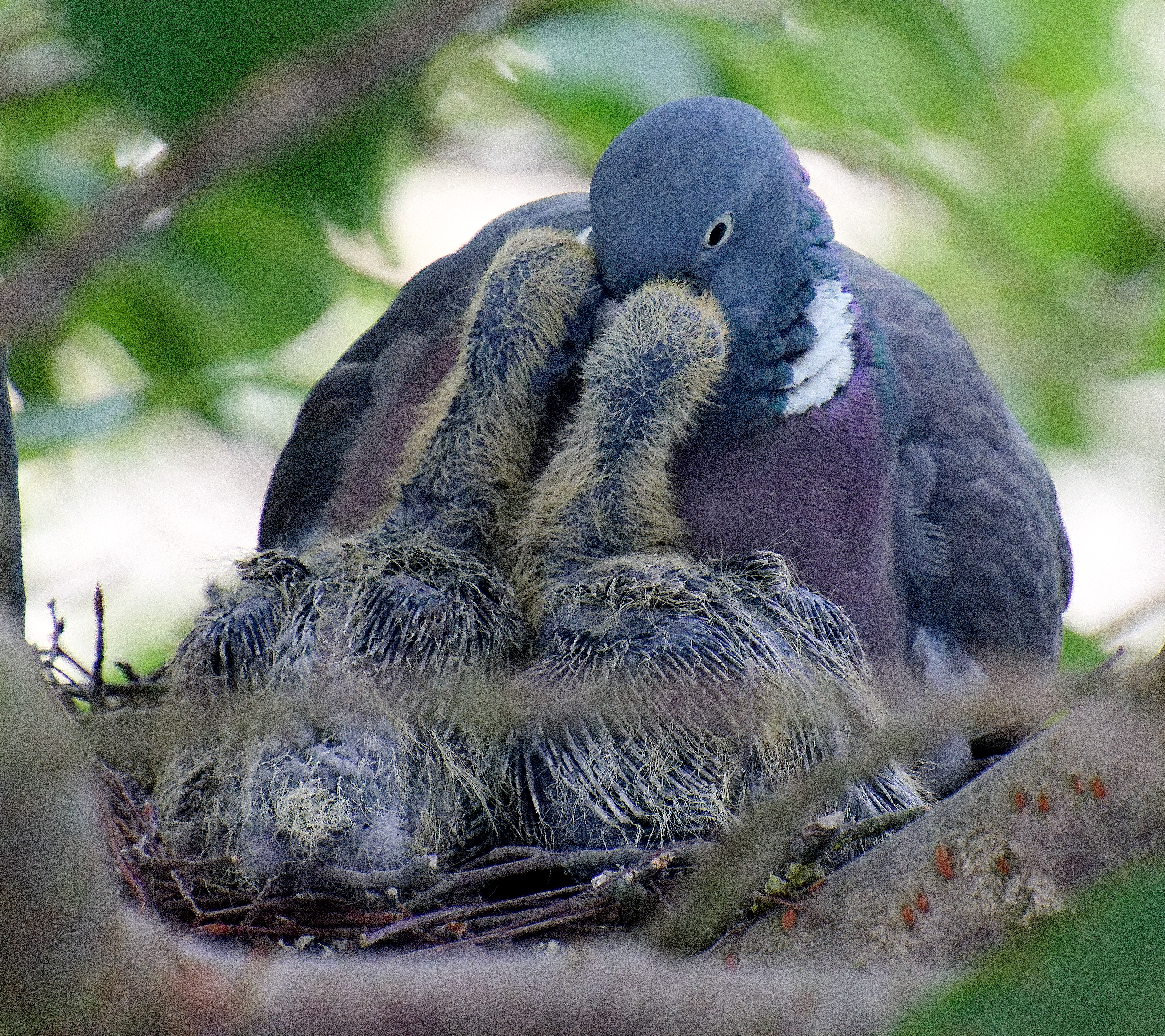
Ringeltaube füttert Junge mit Kropfmilch

Der Kropf (lateinisch Ingluvies) der Vögel ist eine Aussackung der Speiseröhre am Hals, unmittelbar vor dem Brusteingang. Er ist ein Nahrungsspeicher und dient dem Vorquellen der eingespeichelten Nahrung. Die Schleimhaut des Kropfes enthält Drüsen, diese liegen beim Huhn in der „Kropfstraße“, bei der Taube im Fundus; Verdauungsvorgänge finden hier nicht statt (s. aber Hoatzin).

## Speziesunterschiede
Der Kropf ist insbesondere bei den Vogelarten sehr gut entwickelt, die in der Lage sein müssen, diskontinuierlich größere Futtermengen aufzunehmen. Bei Hühnervögeln (Galliformes) stellt er eine rechtsseitige Aussackung der Speiseröhre dar. Bei Taubenvögeln (Columbiformes) ist der Kropf in Form zweier seitlicher Säcke ausgebildet.
Bei Entenvögeln (Anseriformes), Kormoranen und beim Kanarienvogel ist der Kropf dagegen nur eine spindelförmige Erweiterung der Speiseröhre.

## Kropfmilch
Bei Tauben kommt es im Kropf während der Brutzeit zu einer Verdickung des Epithels. Abgelöste Epithelzellen bilden ein fettiges, holokrines Sekret, die sogenannte Kropfmilch oder Taubenmilch. Bei Flamingos (Phoenicopteridae) wird diese „Milch“ nicht nur im Kropf, sondern auch im übrigen oberen Verdauungstrakt gebildet.
Die Kropfmilch ist eine weißliche frischkäseähnliche Masse. Sie wird von den Elterntieren hochgewürgt und dient der Ernährung der Nestlinge während der ersten Lebenstage. Sie besteht bei Tauben zu 65–81 % aus Wasser, zu 13–19 % aus Eiweiß und zu 7–13 % aus Fetten.

## Erkrankungen
Erkrankungen des Kropfes zeigen sich häufig in Regurgitieren.
Eine Kropfentzündung (Ingluvitis) ist ein relativ häufiges Krankheitsbild. Sie wird selten durch Bakterien, sondern zumeist durch Hefen (→ Macrorhabdiose) oder Trichomonaden verursacht. Bakterielle und Hefepilz bedingte Kropfentzündungen entstehen zumeist sekundär infolge von Schleimhautverletzungen durch Futterteile oder künstliche Ernährung. Selten können sich im Kropf Konkremente (Kropfsteine) bilden. Diese können, wie auch andere Fremdkörper, eine chirurgische Kropferöffnung (Ingluviotomie) erforderlich machen. Eine Kropferweiterung tritt vor allem infolge von Fütterungsfehlern auf. Kropffisteln sind vor allem dann gefährlich, wenn die darüberliegende Haut intakt ist. Auch Tumoren des Kropfes können auftreten.